# Aggar (Henchir Sidi Amara)
Aggar était une cité d'Afrique proconsulaire de l'actuelle Tunisie. La cité a été identifiée au site de Henchir Sidi Amara. C'est aussi un siège titulaire de l'Église catholique.

## Localisation
Deux cités ont porté le nom d'Aggar en Byzacène, l'une à 2 kilomètres au nord de Ksour Essef et l'autre dans la plaine de Kairouan.
Le site archéologique d'Aggar est situé à 60 kilomètres à l'est de Makthar.

## Histoire

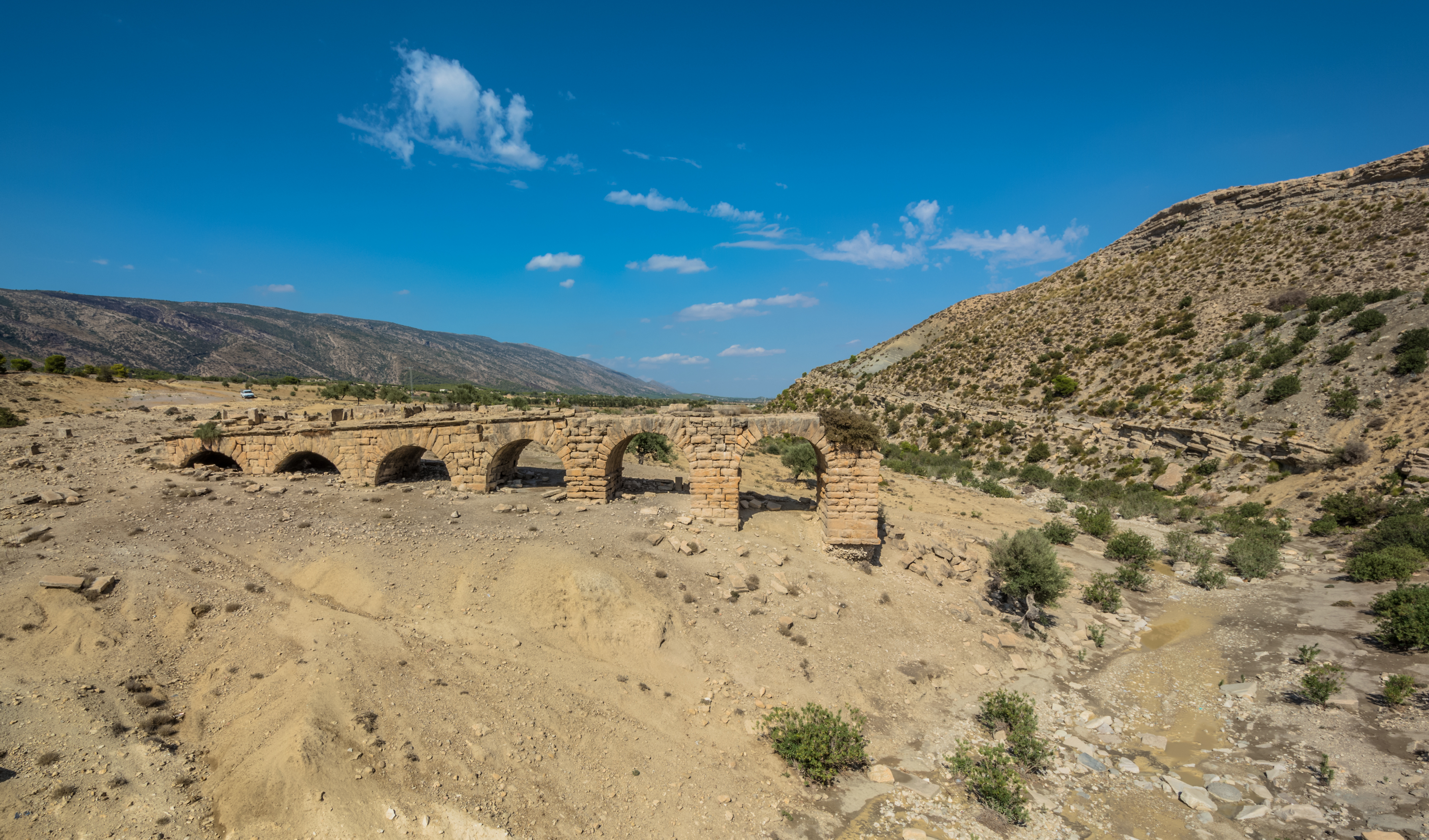
Pont sur l'oued Djilf.

En 232, Aggar reçoit le statut de municipe, et devient plus tard une colonie.
En 484, l'évêché d'Aggar est cité sur la liste des évêchés d'Afrique.

## Description du site et principaux édifices
- Arc de triomphe
- Forum
- Capitole
- Forteresse byzantine
- Mausolée romain
- Théâtre
- Pont romain sur l'oued Jilf

## Siège titulaire
Il est la succession d'un ancien évêché dans la ville antique éponyme.

### Titulaires du siège épiscopal dans l'Antiquité
- Donatus (484)

### Titulaires du siège à l'époque contemporaine
L'évêché est rétabli en 1933.
- Joseph Ludwig Buchkremer (de) (1961-1986)
- Alfred Kostelecky (de) (1986-1990)
- František Radkovský (de) (1990-1993)
- Antoni Długosz (de) (1993-2016)